# Academia Ranson
Académie Ranson a fost o școală de artă fondată la Paris de către pictorul francez Paul-Élie Ranson (1862-1909) și câțiva dintre foștii săi colegi de la reputata "Académie Julian", pictorii “Les Nabis”.

## Istorie
Academia, era situată pe strada Henri Monnier, în arondismentul 9 al Parisului, pentru ca apoi să se mute în cartierul Montparnasse, în strada Joseph Bara.
Maurice Denis și Paul Sérusier au susținut cursuri de teoria artei, iar Ker-Xavier Roussel, Félix Vallotton și Édouard Vuillard au făcut de asemeni parte dintre profesori, ceea ce a întreținut notorietatea instituției. Concetta, cea care a fost modelul lui Edgar Degas ("Les repasseuses”) cât și a lui Auguste Rodin (“le Baiser”) a contribuit prin prezența sa la excelenta reputație a școlii. 
Odată cu moartea prematură a lui Paul Ranson în 1909, Academia a fost condusă de către soția fondatorului, Marie-France Ranson.
Din 1914, din cauza Primului Război Mondial, profesorii sunt dispersați, dar Académie Ranson supraviețuiește în ciuda scăderii frecvenței elevilor. După 1918, Maurice Denis și Paul Sérusier sunt ocupați cu alte activități. Au apărut noi profesori, majoritatea din rândul foștilor elevi: Yves Alix, Gustave Jaulmes, Paul Vera, Jules-Émile Zingg, Roger Bissière, Louis Latapie, Dimitrios Galanis și Amédée de la Patellière.
În 1931, Marie-France Ranson a predat conducerea Academiei lui Harriet Von Tschudi Cérésole, fostă studentă și sculptoriță, originară din Elveția. Din 1939 până în 1944, în timpul celui de-al Doilea Război Mondial, instituția a activat, fiind deschisă pentru puțini  studenți, ca mai apoi să nu funcționeze câțiva ani. Academia a fost redeschisă în 1951 de un grup de profesori: Roger Chastel, Marcel Fiorini, Lucien Lautrec, Gustave Singier, Henri Goetz. Lipsa mijloacelor financiare a cauzat stoparea definitivă a activității (1955).

## Profesori ai Academiei Ranson
- Emmanuel Auricoste (1943)
- François Baron-Renouard
- Roger Bissière (1886-1964), predă în 1923-1938 și deschide un atelier de frescă la Academie în 1934
- Roger Chastel (1951)
- Paul Couturier (1943)
- Maurice Denis (1908-1921)
- Marcel Fiorini (1951)
- Dimitrios Galanis, (1925-1927)
- Henri Goetz (1951)
- Gustave Louis Jaulmes
- Moïse Kisling
- Amédée de La Patellière (1929-1932)
- Louis Latapie (1923-1925)
- Lucien Lautrec (1951)
- Frederick Littmann (1907-1979), activ între (1934-1940)
- Charles Malfray (1931-)
- François Quelvée (1921-1923)
- Ker-Xavier Roussel (1908)
- Georges Sabbagh (1928)
- Gino Severini
- Paul Sérusier (1908)
- Gustave Singier (1951-1954)
- Félix Vallotton
- Édouard Vuillard
- Jules-Émile Zingg

## Elevi ai Academiei Ranson
- Yves Alix (1890-1969), în 1909
- Rudi Baerwind (1910-1982)
- Maria Bass, din 1920 până în 1924-1926
- Hanni Bay, din 1908 la 1909
- Christian Bérard (1902-1949)
- Étienne Bouchaud, către 1916-1918, atelierul lui Maurice Denis
- Dimitri Bouchène, în 1912-1913, atelierul lui Maurice Denis
- Max Boullé, în 1921-1922
- Louise Bourgeois (1911-2010)
- Jacques Boussard (1915-1989)
- Baucis de Coulon (1896-1983)
- Roger Chastel, în 1919
- Vadim Chernoff
- Jean Coulot, în 1953
- Fernand Dubuis, către 1934
- Jacques Dupont (1909-1978)
- Paul Éliasberg
- Jeanne Marguerite Frey-Surbek, între 1906 și 1911
- Alexandre Garbell, în 1923
- Louis Goerg-Lauresch (1895-1950)
- Marianne Gold, (1907-1999)
- Roland Guignard, în 1937-1938
- Werner Hartmann, în 1925–1928
- Charlotte Henschel, în 1928
- Marie Herzog (1881-1968)
- Raymonde Heudebert (1905-1991)
- Hans Fritz Hildebrandt (1890-1918)
- Max Hunziker, între 1932 și 1939
- Christoph Iselin (1910-1987), de 1934 à 1935
- Elly Iselin-Boesch (1910-)
- Format:Lequel
- Roger de La Fresnaye, în 1908
- Louis Latapie, din 1935 la 1937
- Gérard Lanvin, în 1943
- Tamara de Lempicka, în 1920
- Frederick Litman, de 1932 à 1934
- Halvdan Ljosne, de 1953 à 1954
- Claude Loewer, de 1936 à 1937
- Robert Lotiron
- Alfred Manessier, en 1936
- Étienne Martin, en 1933
- Anny Meisser-Vonzun, en 1937
- Otto Meister (1887-1969), de 1909 à 1912
- Jacques Mennessons, en 1954-1955
- Claire-Lise Monnier, en 1916-1917
- Juana Muller (1911-1952), en 1937-1938
- Vera Pagava, de 1934 à 1939
- Joaquín Peinado (1898-1975)
- Joseph Pressmane (1904-1967)
- Hans Reichel, de 1927 à 1930
- Erich Wassmer dit Ricco, de 1936 à 1939
- Jeanne Rij-Rousseau, en 1911
- Charles Rollier, en 1938-1939
- Otto Roos, en 1909-1910
- Gaston-Louis Roux, de 1919 à 1922
- Hans Ulrich Saas (1916-1997)
- Katharina Sallenbach, en 1938-1939
- Consuelo de Saint-Exupery
- Hans Seiler, de 1927 à 1930
- François Stahly, de 1931 à 1939
- Árpád Szenes
- Stefan Szönyi (1913-1967), en 1938-1939
- Ferdinand Springer, en 1928
- Lill Tschudi, de 1931 à 1933
- Maria Elena Vieira da Silva, en 1929
- Nicolas Wacker, de 1928 à 1939
- Claire Weber (1897-1979)
- Robert Wehrlin (1903-1964)
- Rudolf Zehnder ou Zehnder, en 1924-1925
- Princesse Fahrelnissa Zeid
- Zelman

## Legături externe
- en Paul Ranson